# Greg Davis (Footballspieler, 1955)
Gregory Davis (* 1. Juni 1955) ist ein ehemaliger australischer Footballspieler, der in der Australian Football League (AFL) spielte.

## Karriere
Davis startete seine Karriere beim Belgrave Football Club, den „Magpies“, im Jahr 1975.
Von 1978 bis 1981 spielte der 1,99 Meter große und 89 Kilogramm schwere Australier für den Footscray Football Club aus Melbourne (heute die Western Bulldogs) in der aus der Victorian Football League (VFL) hervorgegangenen Australian Football League. Während seiner aktiven Laufbahn absolvierte er fünf Spiele.
1981 zog sich Davis aus dem professionellen Football zurück.

## Quellnachweise
1. 1 2  Australian Football: Greg Davis. australianfootball.com, abgerufen am 26. Juni 2019 (englisch).
2. ↑  The Belgrave Football Club: Past Players. The Belgrave Football Club, abgerufen am 26. Juni 2019 (englisch).
3. ↑  Russell Holmesby, Jim Main: The Encyclopedia of AFL Footballers: every AFL/VFL player since 1897. 10th Auflage. BAS Publishing, Seaford, Victoria 2014, ISBN 978-1-921496-32-5, S. 213 (englisch).
4. ↑  AFL Tables: Greg Davis. Abgerufen am 26. Juni 2019 (englisch).

| Personendaten    | Personendaten                             |
| ---------------- | ----------------------------------------- |
| NAME             | Davis, Greg                               |
| ALTERNATIVNAMEN  | Davis, Gregory                            |
| KURZBESCHREIBUNG | australischer Australian-Football-Spieler |
| GEBURTSDATUM     | 1. Juni 1955                              |